# Lamprotornis benguelensis
Lamprotornis benguelensis, "benguelaglansstare", är en fågelart i familjen starar inom ordningen tättingar. Den betraktas oftast som underart till mevesglansstare (Lamprotornis mevesii), men urskiljs sedan 2016 som egen art av Birdlife International och IUCN.
Fågeln förekommer endast i skogsområden av mopanetyp vid södra änden av förkastningen i västra Angola. Den kategoriseras av IUCN som livskraftig.